# Биньхай (Яньчэн)
Биньха́й (кит. упр. 滨海, пиньинь Bīnhǎi) — уезд городского округа Яньчэн провинции Цзянсу (КНР).

## История
Во время Второй мировой войны эти находившиеся в японском тылу земли были взяты под контроль партизанами-коммунистами из Новой 4-й армии, которые стали создавать собственные административные структуры. В 1940 году в северо-восточной части уезда Фунин были созданы уезды Биньхай и Фудун (阜东县). После образования КНР уезд Фудун был в 1949 году присоединён к уезду Биньхай, который вошёл в состав Специального района Яньчэн (盐城专区).
В 1966 году северная часть уезда Биньхай была выделена в отдельный уезд Сяншуй.
В 1970 году Специальный район Яньчэн был переименован в Округ Яньчэн (盐城地区).
В 1983 году Округ Яньчэн был преобразован в городской округ Яньчэн.

## Административное деление
Уезд делится на 3 уличных комитета и 11 посёлков.

## Экономика
По состоянию на 2024 год три морских ветропарка общей мощностью 1,1 млн кВт ежегодно вырабатывали порядка 3,08 млрд кВт-ч энергии, обеспечивая 95,6 % общего энергопотребления в уезде.